# Жаманайбат
Жаманайбат — месторождение медных руд в Улытауской области Казахстана. Расположено в 160 км к юго-востоку от города Жезказгана. Местность на несколько километров вытянута вдоль Жаманайбатской антиклинали. Угол южного склона антиклинали — 5—25°, северный имеет вид флексуры, обрывистый. Месторождение состоит из Восточной, Центральной и Северной рудных полос и 11 отдельных рудных тел в виде пластов, линз мощностью 4—5 метров. Промышленное значение имеют рудные тела, сконцентрированные в осадочных слоях «раймундских» конгломератов. В районе залегают руды: медные, свинцово-медные, свинцовые, цинковые; сопутствующие полезные ископаемые — серебро, рений. Разведан полностью и относится к крупным месторождениям.